# 阿米莉亚·格雷·哈姆林
阿米莉亚·格雷·哈姆林（Amelia Gray Hamlin，2001年6月13日—）是一位美国模特、电视名人。哈姆林在Dennis Basso的2018春夏时装秀上首次登台。目前，Models.com网站已将哈姆林列入“当红名单”（Hot List）中。

## 早年经历
阿米莉亚·格雷·哈姆林生于加州洛杉矶，其父为美国演员、作家、企业家哈里·哈姆林，其母为美国演员、模特、电视名人丽莎·琳娜。阿米莉亚有个姐姐叫黛利拉·巴勒（Delilah Balle），还有个同父异母的哥哥迪米特里·亚历山大（Dimitri Alexander）。阿米莉亚在电视真人秀《哈里爱丽莎》的一集里首次登上银屏。

## 生涯
阿米莉亚·格雷·哈姆林的职业生涯始于电视真人秀《比佛利嬌妻》和瑞秋·科尔曼的儿童剧集《Rachel & the TreeSchoolers》。 
小时候的哈姆林爱看1990年代的超模走秀，自幼便想成为时尚模特。